# Wahlkreis Aberdeen Donside
| Aberdeen Donside                       |
| -------------------------------------- |
| Aberdeen Donside · North East Scotland |
| Gebildet                               |
| 2011                                   |
| Abgeordneter                           |
| Jackie Dunbar (SNP)                    |
| Regionen                               |
| Aberdeen                               |

Aberdeen Donside ist ein Wahlkreis für das Schottische Parlament. Er wurde 2011 als einer von zehn Wahlkreisen der Wahlregion North East Scotland eingeführt, die im Zuge der Revision der Wahlkreise im Jahre 2011 neu zugeschnitten und auf zehn Wahlkreise erweitert wurde. Hierbei wurde der Wahlkreis Aberdeen Donside aus Gebieten des ehemaligen Wahlkreises Aberdeen North gebildet. Er umfasst die nördlichen Stadtteile Aberdeens. Der Wahlkreis entsendet einen Abgeordneten.
Der Wahlkreis erstreckt sich über eine Fläche von 92,5 km2. Im Jahre 2020 lebten 80.835 Personen innerhalb seiner Grenzen.

## Wahlergebnisse

### Parlamentswahl 2011
| Ergebnisse der Parlamentswahl 2011 | Ergebnisse der Parlamentswahl 2011 | Ergebnisse der Parlamentswahl 2011 | Ergebnisse der Parlamentswahl 2011 |
| Partei                             | Kandidat                           | Stimmen                            | %                                  |
| ---------------------------------- | ---------------------------------- | ---------------------------------- | ---------------------------------- |
| SNP                                | Brian Adam                         | 14.790                             | 55,4                               |
| Labour                             | Barney Crockett                    | 7615                               | 28,5                               |
| Conservative                       | Ross Thomson                       | 2166                               | 8,1                                |
| Liberal Democrats                  | Millie McLeod                      | 1606                               | 6,0                                |
| Parteilos                          | David Henderson                    | 317                                | 1,2                                |
| National Front                     | Christopher Willett                | 213                                | 0,8                                |
| Wahlbeteiligung: 26.761 (47,66 %)  |                                    |                                    |                                    |

### Nachwahlen 2013
Mit dem Ableben von Brian Adam am 25. April 2013 wurden im Wahlkreis Aberdeen Donside Nachwahlen erforderlich.
| Ergebnisse der Nachwahlen 2013 | Ergebnisse der Nachwahlen 2013 | Ergebnisse der Nachwahlen 2013 | Ergebnisse der Nachwahlen 2013 | Ergebnisse der Nachwahlen 2013 |
| Partei                         | Kandidat                       | Stimmen                        | %                              | ±                              |
| ------------------------------ | ------------------------------ | ------------------------------ | ------------------------------ | ------------------------------ |
| SNP                            | Mark McDonald                  | 9814                           | 42,0                           | −13,4                          |
| Labour                         | Willie Young                   | 7789                           | 33,3                           | +4,8                           |
| Liberal Democrats              | Christine Jardine              | 1940                           | 8,2                            | +2,2                           |
| Conservative                   | Ross Thomson                   | 1791                           | 7,7                            | −0,4                           |
| UKIP                           | Otto Inglis                    | 1128                           | 4,8                            | +4,8                           |
| Green                          | David Henderson                | 410                            | 1,8                            | +1,8                           |
| National Front                 | Dave MacDonald                 | 249                            | 1,1                            | +0,3                           |
| Christian                      | Tom Morrow                     | 222                            | 0,9                            | +0,9                           |
| SDA                            | James Trolland                 | 35                             | 0,1                            | +0,1                           |

### Parlamentswahl 2016
| Ergebnisse der Parlamentswahl 2016 | Ergebnisse der Parlamentswahl 2016 | Ergebnisse der Parlamentswahl 2016 | Ergebnisse der Parlamentswahl 2016 | Ergebnisse der Parlamentswahl 2016 |
| Partei                             | Kandidat                           | Stimmen                            | %                                  | ±                                  |
| ---------------------------------- | ---------------------------------- | ---------------------------------- | ---------------------------------- | ---------------------------------- |
| SNP                                | Mark McDonald                      | 17.339                             | 56,0                               | +0,7                               |
| Conservative                       | Liam Kerr                          | 5.709                              | 18,4                               | +10,3                              |
| Labour                             | Greg Williams                      | 5.672                              | 18,3                               | −10,1                              |
| Liberal Democrats                  | Isobel Davidson                    | 2.261                              | 7,5                                | −0,7                               |
| Wahlbeteiligung: (50,6 %)          |                                    |                                    |                                    |                                    |

### Parlamentswahl 2021
| Ergebnisse der Parlamentswahl 2021 | Ergebnisse der Parlamentswahl 2021 | Ergebnisse der Parlamentswahl 2021 | Ergebnisse der Parlamentswahl 2021 | Ergebnisse der Parlamentswahl 2021 |
| Partei                             | Kandidat                           | Stimmen                            | %                                  | ±                                  |
| ---------------------------------- | ---------------------------------- | ---------------------------------- | ---------------------------------- | ---------------------------------- |
| SNP                                | Jackie Dunbar                      | 18.514                             | 51,6                               | −4,4                               |
| Conservative                       | Harriet Cross                      | 9.488                              | 26,4                               | +8,0                               |
| Labour                             | Heather Herbert                    | 5.505                              | 15,3                               | −3,0                               |
| Liberal Democrats                  | Isobel Davidson                    | 2.162                              | 6,0                                | −1,5                               |
| TUSC                               | Lucas Grant                        | 240                                | 0,7                                | +0,7                               |
| Wahlbeteiligung: (58 %)            |                                    |                                    |                                    |                                    |